# کوزیمو د مدیچی اول
کوزیمو د مدیچی اول (انگلیسی: Cosimo I de' Medici؛ ۱۲ ژوئن ۱۵۱۹ – ۲۱ آوریل ۱۵۷۴) دومین دوک فلورانس بود که از ۱۵۳۷ تا ۱۵۶۹ در قدرت بود تا این‌که عنوان دوک‌نشین بزرگ توسکانی را به‌دست آورد و تا هنگام مرگ این عنوان را داشت.
بیشترین شهرت او برای ساخت اوفیتزی است؛ البتّه هدف او از ساخت اوفیتزی، کنترل و مدیریت کمیته‌ها، جلسه‌ها، صنف بازرگانان، صنعتگران و بخش‌های دولتی بود؛ امّا امروزه این بنا تبدیل به بزرگترین مجموعهٔ هنری در جهان شده که بیشتر آن متعلق به خاندان مدیچی است.
مدیچی همچنین کاخ پیتی را برای محل زندگی خاندان خود تمام کرد. او علاقهٔ ویژه‌ای به کیمیاگری داشت.